# Paraclione longicaudata
Paraclione longicaudata é uma espécie de molusco pertencente à família Clionidae.
A autoridade científica da espécie é Souleyet, tendo sido descrita no ano de 1852.
Trata-se de uma espécie presente no território português, incluindo a zona económica exclusiva.